# The Life of General Villa
The Life of General Villa is een Amerikaanse dramafilm uit 1914 onder regie van Christy Cabanne en Raoul Walsh. De film is wellicht zoekgeraakt.

## Verhaal
Een opstand tegen de Mexicaanse dictator Díaz mondt in 1910 uit in revolutie. Na een woelige tijd wordt Huerta de nieuwe leider van Mexico. Als reactie daarop richt de oppositieleider Carranza het Constitutionalistisch Leger op. Pancho Villa sluit zich als generaal aan bij dat leger. Dankzij diens militaire successen weet de oppositie Huerta's dictatuur omver te werpen.

## Rolverdeling
| Acteur        | Personage                        |
| ------------- | -------------------------------- |
| Eagle Eye     | Bediende van Villa               |
| Robert Harron | Amerikaanse minnaar              |
| Irene Hunt    | Zus van Villa                    |
| W.H. Lawrence | Federale officier                |
| Walter Long   | Federale officier                |
| Mae Marsh     | Amerikaanse minnares             |
| Teddy Sampson | Zus van Villa                    |
| F.A. Turner   | Vader van het Amerikaanse meisje |
| Pancho Villa  | Zichzelf                         |
| Raoul Walsh   | Villa als jongeman               |